# Ган, Сирил
Сири́л Роме́н Джа́ки Га́н (фр. Ciryl Romain Jacky Gane; род. 6 мая 1990 года, Ла-Рош-сюр-Йон, Франция) — французский профессиональный боец смешанных единоборств, представитель тяжёлой весовой категории. Выступает на профессиональном уровне начиная с 2018 года, известен по участию в турнирах бойцовской организации UFC. Бывший временный чемпион UFC. Бывший чемпион Франции по тайскому боксу. Занимает 1 строчку официального рейтинга UFC в тяжёлом весе.

## Биография
Сирил Ган родился 6 мая  1990 года на западе Франции в городе Ла-Рош-сюр-Йон.

### Кикбоксинг
Чемпион AFMT National и двукратный чемпион Франции с рекордом 7-0

### Смешанные единоборства
Сирил Ган начал заниматься ММА под руководством тренера Фернана Лопеса в 2018 году. Сначала спортсмен подписал контракт с канадской организацией TKO. Там он подрался за титул чемпиона в тяжёлом весе против местного бойца Бобби Салливана. Сирил победил соперника в первом раунде, применив удушающий приём «гильотина».
Через месяц Ган защитил свой пояс. На этот раз он победил вновь местного бойца Адама Дейчки техническим нокаутом во втором раунде.
Затем Сирил встретился с бразильцем Роджерсом Соузой и победил его также техническим нокаутом, но теперь в первом раунде.

### Ultimate Fighting Championship
Сирил Ган дебютировал 10 августа 2019 года на UFC Fight Night: Shevchenko vs. Carmouche 2 против Рафаэля Пессоа. Ган выиграл бой с помощью удушения треугольником в конце первого раунда.
Сирил столкнулся с Доном Тэл Мейесом 26 октября 2019 года на турнире UFC Fight Night: Maia vs. Askren, одержав победу скручиванием пятки в третьем раунде, заработав премию за выступление вечера.
Следующим соперником Сирила стал Таннер Бозер. 21 декабря 2019 года на турнире UFC Fight Night: Edgar vs. Korean Zombie.Он выиграл бой единогласным решением судей.
Ган должен был встретиться с Шамилем Абдурахимовым 18 апреля 2020 года на UFC 249. Однако 5 марта 2020 года было объявлено, что Ган был вынужден отказаться от участия в турнире из-за пневмоторакса во время одной из тренировок. В конце концов бой был перенесён на 11 июля 2020 года на UFC 251. Впоследствии бой был отменён во второй раз в середине июня, так как Абдурахимов был снят с боя по нераскрытым причинам.
В свою очередь, Ган должен был встретиться с Сергеем Павловичем 8 августа 2020 года на UFC Fight Night: Херманссон vs. Вайдман. Однако Павловичу пришлось отказаться из-за травмы, поэтому первоначальный бой против Шамиля Абдурахимова был снова запланирован на 26 сентября 2020 года на UFC 253. Однако бой был снова перенесён на UFC Fight Night: Ортега vs. Корейский зомби 18 октября 2020 года. Поединок снова провалился, так как Абдурахимов выбыл по нераскрытым причинам 28 сентября 2020 года, и его заменил дебютант Анте Делия. 14 октября 2020 года было объявлено, что бой отменён из-за проблем Делии с его предыдущим контрактом с PFL.
Сирил Ган встретился с Жуниором дус Сантусом 12 декабря 2020 года на UFC 256. Он выиграл бой техническим нокаутом во втором раунде.
Сирил Ган встретился с Жаирзиньо Розенстрайком в главном бою вечера, на турнире UFC Fight Night: Розенстрайк vs. Ган. Победа единогласным решением судей.

#### Бой с Александром Волковым
26 июня 2021 года в Лас-Вегасе (штат Невада, США) прошел турнир UFC Fight Night 190. Третий номер рейтинга Сирил Ган победил единогласным решением судей пятого номера рейтинга Александра Волкова. Победитель имел шансы на титульный бой. Первый раунд был близкий и прошел в разведке где Волков работал на дистанции, а концовка раунда была за Ганом и его острым джебом. 2-й и 3-й раунды остались уверенно за Ганом и его активным джебом и пассивностью Александра. В 4-м раунде Волков имел шансы забрать раунд который подловил апперкотом увлекшегося атакой француза, но в концовке опять упустил нить хорошо складывающегося раунда. Концовка боя была пассивной - Ган сидел на джебе понимая что ведет, Волков выжидал момента. Два из трех боковых отадли Гану все раунды: 50—45, 50—45. Ещё один судья отдал один из раундов Александру 49—46.

#### Бой за временный титул
После победы над Александром Волковым, Сирил Ган встретился с Дерриком Льюисом в главном бою вечера, на турнире UFC 265, на кону которого стоял временный титул чемпиона UFC в тяжёлом весе. Победа техническим нокаутом в третьем раунде.

#### Чемпионский бой с Франсисом Нганну
23 января 2022 года на турнире UFC 270 Ган провел бой за объединение титулов тяжелого веса против чемпиона Франсиса Нганну. Ган считался небольшим фаворитом поединка. Ган начал бой в любимой манере - постоянное передвижение, работа джебом, хайкики и смена стоек. Нганну шел вперед и постоянно давил. Второй раунд так же прошел при преимуществе Сирила за счет легкой работы на ногах и ударов. Третий раунд начался с двух переводов Сирила Гана вниз от камерунца и доминирующей и выматывающей работы внизу. К началу 4-го раунда Сирил устал, внось оказался на настиле где Франсис снова умело использовал свою массу и навыки для партера. Заключительный раунд начался с точных атак претендента в стойке, но проведя неудачный тейкдаун он оказался внизу, что было на руку чемпиону. Судьи единогласно отдали бой чемпиону (48—47, 48—47, 49—46).

#### Бой с Таем Туивасой
3 сентября 2022 года в Париже на турнире UFC Fight Night 209 в статусе 1-го номера рейтинга вышел на бой с №3 номером Таем Туивасой идущим на серии из 5-и побед нокаутами. Бой начался в стойке где француз был более подвижен на ногах, а Туиваса выбрасывал силовые. Начало второго раунда было так же спокойным, за полторы минуты до конца Тай попадает в челюсть справа и отправляет француза в первый нокдаун отбросивший его на ограждение клетки. Ган смог встать и даже заклинчевать, а впоследствии выровнять раунд и нанести сильное рассечение Туивасе. В третьем раунде на последней минуте Ган попал точным ударом и добил Туивасу на полу до остановки рефери.

#### Чемпионский бой с Джоном Джонсом
4 марта 2023 года в Лас-Вегасе состоялся турнир UFC 285. В главном бое Джон Джонс вернувшийся в бои спустя три года за две минуты разобрался с Сирилом Ганом, стал новым чемпионом в тяжелом весе после того как прошлый чемпиона Нганну не смог договориться с UFC и ушел. В первом раунде Джонс сразу забрал центр клетки: прессинговал Гана и прижимал к сетке, а при первом же сближении легко перевел на канвас. Джонс был заметно лучше в партере, вышел на гильотину – Ган выглядел потерянным и сдался.

#### Бой с Сергеем Спиваком
3 сентября 2023 года в Париже на UFC Fight Night 226 встретился с 7-м номером рейтинга Сергеем Спиваком который шел на серии из трех досрочных побед. Сирил сразу забрал территориальное преимущество октагона и навязал Сергею удобную для себя дистанцию. Он обрабатывал Спивака джебами и фронт киками. Спивак пытался перевести Гана, но сделать это не смог.  Во второй пятиминутка француз продолжил свою стратегию в стойке, и за минуту до конца раунда зажав Спивака у сетки попал серией ударов локтями с переводом на корпус. Рефери ввиду пассивной защиты остановил бой.

#### Реванш с Александром Волковым
Провел матч-реванш с 3-м номером рейтинга тяжелого веса Александром Волковым на турнире UFC 310 7 декабря в Лас-Вегасе. В отличие от первого боя Волков сразу же пошел вперёд и сделал ставку на агрессию и перевод в борьбу. Александру за первую пятиминутку удалось 2 раза перевести Сирила, сам же француз смог записать в актив один тейкдаун, но был впереди по акцентированным ударам (10-7). Второй раунд прошел в стойке и отметился работой ног от Волкова - проходили хайкики. В пользу Волкова можно отдать и бэкфист. Сирил отметился правым в голову, после чего провёл тейкдаун, но удержать внизу Александра долго не смог. После второго раунда статистика показала минимальное преимущество Волкова по ударам в голову и в корпус (13-16 и 12-13), а по лоукикам заметное впереди (19-2) был Ган. В 3-м отрезке боя Волков перевел Гана, бойцы большинство раунда были в полупозиции где контроль оставался за Волковым, но удары были без акцента. Финальная статистика боя: удары 49-84 в пользу Волкова, акцентированные удары 41-33 в пользу Гана, 3/2 по тейкдаунам в пользу Волкова. Судьи вынесли спорное решение которое критиковалось: 29-28 (дважды) Сирилу Гану, а третий 28-29 Александру Волкову. Глава UFC Дана Уайт высказался по решению: «Я думаю, что Волков выиграл этот бой, — сказал Уайт на послематчевой пресс-конференции. — Вы слышали недовольство публики, я подошел к Волкову, извинился перед ним и [сказал, что считаю, что] он выиграл этот бой. Затем подошел глава спортивной комиссии и сказал: «Слушайте, мы считаем, что второй раунд был очень близким, его можно было отдать любому из соперников, оба бойца были потрясены…». Не помню, что они точно думали по поводу второго раунда, но они пытались обосновать выставленные во втором раунде оценки». Позже в команде Волкова подтвердили, что руководство организации гарантировало им титульный шанс, несмотря на поражение.

## Чемпионства и достижения

### Муай-тай
- Académie Française de Muay Thaï
  - Чемпион AFMT в тяжёлом весе (один раз)
    - Одна успешная защита титула

### Смешанные единоборства
- Ultimate Fighting Championship
  - Выступление вечера (Два раза) vs. Дон Тэл Мейс[10], vs Деррик Льюис.
  - Временный чемпион UFC в тяжёлом весе.
- TKO
  - Чемпион TKO в тяжёлом весе (Один раз)
    - Две успешные защиты титула[11]

## Статистика в профессиональном ММА
| Боёв 15  | Побед 13 | Поражений 2 |
| -------- | -------- | ----------- |
| Нокаутом | 6        | 0           |
| Сдачей   | 3        | 1           |
| Решением | 4        | 1           |

| Результат | Рекорд | Соперник              | Способ                               | Турнир                                      | Дата             | Раунд | Время | Место                    | Примечание                                                                   |
| --------- | ------ | --------------------- | ------------------------------------ | ------------------------------------------- | ---------------- | ----- | ----- | ------------------------ | ---------------------------------------------------------------------------- |
| Победа    | 13-2   | Александр Волков      | Раздельное решение                   | UFC 310                                     | 7 декабря 2024   | 3     | 5:00  | Лас-Вегас, Невада, США   |                                                                              |
| Победа    | 12-2   | Сергей Спивак         | TKO (удары)                          | UFC Fight Night: Ган vs. Спивак             | 2 сентября 2023  | 2     | 3:44  | Париж, Франция           | Выступление вечера.                                                          |
| Поражение | 11-2   | Джон Джонс            | Сдача (гильотина)                    | UFC 285                                     | 4 марта 2023     | 1     | 2:04  | Лас-Вегас, Невада, США   | Бой за титул чемпиона UFC в тяжёлом весе.                                    |
| Победа    | 11-1   | Тай Туиваса           | KO (удары)                           | UFC Fight Night: Ган vs. Туиваса            | 3 сентября 2022  | 3     | 4:23  | Париж, Франция           | «Лучший бой вечера».                                                         |
| Поражение | 10-1   | Франсис Нганну        | Единогласное решение                 | UFC 270                                     | 22 января 2022   | 5     | 5:00  | Анахайм, Калифорния, США | Бой за титул чемпиона UFC в тяжёлом весе.                                    |
| Победа    | 10-0   | Деррик Льюис          | TKO (удары)                          | UFC 265                                     | 8 августа 2021   | 3     | 4:11  | Хьюстон, Техас, США      | Завоевал титул временного чемпиона UFC в тяжёлом весе. «Выступление вечера». |
| Победа    | 9-0    | Александр Волков      | Единогласное решение                 | UFC Fight Night: Ган vs. Волков             | 26 июня 2021     | 5     | 5:00  | Лас-Вегас, Невада, США   |                                                                              |
| Победа    | 8-0    | Жаирзиньо Розенстрайк | Единогласное решение                 | UFC Fight Night: Розенстрайк vs. Ган        | 27 февраля 2021  | 5     | 5:00  | Лас-Вегас, Невада, США   |                                                                              |
| Победа    | 7-0    | Жуниор Дус Сантус     | TKO (удары руками)                   | UFC 256                                     | 12 декабря 2020  | 2     | 2:34  | Лас-Вегас, Невада, США   |                                                                              |
| Победа    | 6-0    | Таннер Бозер          | Единогласное решение                 | UFC Fight Night: Edgar vs. Korean Zombie    | 21 декабря 2019  | 3     | 5:00  | Пусан, Южная Корея       |                                                                              |
| Победа    | 5-0    | Дон Тэл Мейс          | Болевой приём (скручивание пятки)    | UFC Fight Night: Maia vs. Askren            | 26 октября 2019  | 3     | 4:46  | Калланг, Сингапур        | Самый поздний сабмишен в истории тяжёлого веса UFC. «Выступление вечера».    |
| Победа    | 4-0    | Рафаэл Пессоа         | Удушающий приём (ручной треугольник) | UFC Fight Night: Shevchenko vs. Carmouche 2 | 10 августа 2019  | 1     | 4:12  | Монтевидео, Уругвай      |                                                                              |
| Победа    | 3-0    | Роджерс Соуза         | TKO (удары)                          | TKO 48 Sousa vs. Gane                       | 24 мая 2019      | 1     | 4:26  | Квебек, Канада           | Защитил титул чемпиона TKO в тяжёлом весе.                                   |
| Победа    | 2-0    | Адам Дейчка           | TKO (удары)                          | TKO 44 Hunter vs. Barriault                 | 21 сентября 2018 | 2     | 4:57  | Квебек, Канада           | Защитил титул чемпиона TKO в тяжёлом весе.                                   |
| Победа    | 1-0    | Бобби Салливан        | Удушающий приём (гильотина)          | TKO MMA TKO Fight Night 1                   | 2 августа 2018   | 1     | 1:42  | Квебек, Канада           | Завоевал титул чемпиона TKO в тяжёлом весе.                                  |